# Leliwa IV

Leliwa IV vel Podlaski vel Podleski

Leliwa IV (Podlaski, Podlaske, Podleski, Poleski, być może także Pottlacke, Leliwa odmienny) – kaszubski herb szlachecki, odmiana herbu Leliwa.

## Opis herbu
W polu błękitnym pod półksiężycem z twarzą barkiem do góry złotym, takaż gwiazda. Klejnot: nad hełmem, w koronie godło na opak.

## Najwcześniejsze wzmianki
Według Ostrowskiego początek odmiany niewiadomy. Wspomina on o pieczętującej się tym herbem rodzinie Podlaskich na Kaszubach, a także o pieczęci o tym kształcie z XVIII w. Szczęsnego Połońskiego, poborcy nowogrodzkiego.
Oprócz Ostrowskiego, herb wzmiankowali jeszcze autorzy herbarzy: Nowy Siebmacher, Żernicki (Der polnische Adel) oraz Ledebur (Adelslexikon der preussichen Monarchie von...).

## Herbowni
Podlaski (Podlaske, Podleski, Podlewski, Poleski, Pollieski, być może też Pottlacke), także z przydomkami Chełm (Elma) i Embden.
Według Ostrowskiego także Połoński.
Herbem identycznym merytorycznie, ale o nieznanych barwach i klejnocie posługiwali się także Zapędowscy z Kaszub.

## Rodzina Podlaskich
Drobna rodzina szlachecka ze wsi Podleś koło Kościerzyny. Pierwsza wzmianka z 1570 (Michał, Maciej Polescy w Podlesiu Małym). Kolejne wzmianki z lat 1662 (Jakub Podleski w Borzyszkowach), 1772 (Antoni Podleski w Kiedrowicach). Według Ledebura, rodzina ta jest identyczna z rodziną Pottlacke (Poklat) z ziemi lęborskiej, ale nie jest to pewna informacja.